# Sunan ibn Majah
Sunan Ibn Majah is een van de Kutub al-Sittah (zes grote hadith-collecties). De Sunan is verzameld door Ibn Majah. Het bevat meer dan 4.000 hadith in 32 boeken. 